# Тврдица (Молијер)
Тврдица (фр. L'Avare) је комедија у пет чинова и у прози коју је 9. септембра 1668. написао Молијер.

## Анализа дела
Молијер није одбацио ни комику заплета, ни комику ситуације, па чак ни романескне неочекиваности у радњи и расплету, али се тиме ни издалека не исцрпљује његов репертоар.
Једно од његових најбољих, ако не и најбоље, дјело је свакако „Тврдица“. Маштовито осмишљен заплет испреплетани ликови и осјећања, мистерија и шарм старине остављају читаоца без даха, док покушава да открије расплет. Али ријетки су они чији дух може да се мјере са генијалношћу Писца. Оно што је засмијавало и очаравало масе у седамнаестом вијеку, још увијек је актуелно.
Љубав, једина тема, која никада не мијења облик, која не стари и не умире, била је честа инспирација и Молијеру. Због љубави два човјека више нису отац и син, него сурови ривали у борби за дјевојчину наклоност. У причама и позоришним комадима тога доба, позитивни женски ликови су, обавезно, лијепе, чедне, смијерне, пожртвоване дјевојке, попут Молијеревих Елизе и Марјане. На њиховом путу ка срећи, по правилу стоји или сиромаштво (Маријана), или строг и неправедан отац (Харпагон-Елизин отац). Мушки ликови су као по правилу младићи витешког понашања спремни на све да добију даму, коју желе. Такве улоге Молијер је додијелио Валеру и Клеанту. Поред читаве галерије ликова, који су ту да учине представу, што стварнијом, заслужену пажњу посвећујемо Фросини, сплеткашици и проводаџики доброга срца, која на крају помаже младима да остваре своју љубав. Молијер се побринуо и за ужасну трагедију (бродолом), која је раставила породицу. Стари Анселмо, отац младог Валера који је заљубљен у Елизу, треба дотичном да се ожени. За то је, наравно, заслужан стари тврдица Харпагон, коме „без мираза“ замјењује (адекватно) и кћеркину срећу, и љубав, и огромну разлику у годинамa.

## Ликови у делу
| ХАРПАГОН              | отац Клеантов и Елизин, заљубљен у Маријану, |
| КЛЕАНТ                | син Харпагонов, заљубљен у Маријану          |
| ЕЛИЗА                 | ћерка Харпагонова, заљубљена у Валера        |
| ВАЛЕР                 | син Анселмов, заљубљен у Елизу               |
| МАРИЈАНА              | заљубљена у Клеанта                          |
| АНСЕЛМО               | отац Валеров i Маријанин                     |
| ФРОСИНА               | сплеткашица                                  |
| ЖАК                   | кувар и кочијаш                              |
| ЛА ФЛЕШ               | слуга Клеантов                               |
| КЛОДА                 | служавка Харпагонова                         |
| БРЕНДАВОАН, ЛА МЕРЛИШ | лакеји Харпагонови                           |
| КОМЕСАР И ПИСАР       |                                              |